# Toros Neza Fútbol Club
Il Toros Neza Fútbol Club è una società calcistica messicana di Ciudad Nezahualcóyotl, fondata nel 1993.
Dal 2020 disputa provvisoriamente le partite interne allo stadio della Ciudad Deportiva Jardín anziché allo stadio Università Tecnologica di Nezahualcóyotl.

## Storia
Il Toros Neza fu promosso in Primera División messicana nella stagione 1993-1994, quando ancora si chiamava "Toros de la Universidad Tecnológica de Neza", prendendo il posto del Pachuca, retrocesso in Liga de Ascenso de México. Nelle file della squadra militarono, tra gli altri, Antonio Mohamed, Jörg Stiel, e i nazionali messicani Pablo Larios e Juan de Dios Ramírez Perales. Nel campionato di calcio messicano 1996-1997, terminarono la stagione al secondo posto perdendo il titolo contro il Chivas. Il club si sciolse nel 2000, ma nel 2011, è stato raggiunto, dopo vari tentativi, l'obiettivo di rifondare il club. Dal giorno della sua rifondazione, la squadra milita nella Primera División A, la seconda serie del calcio messicano.

## Organico

### Rosa 2020-2021
Aggiornata al 14 ottobre 2020.
| N. |                     | Ruolo | Calciatore       |
| -- | ------------------- | ----- | ---------------- |
| 1  | Messico (bandiera)  | P     | Alejandro Vences |
| 2  | Messico (bandiera)  | A     | Yonathan Almanza |
| 3  | Messico (bandiera)  | D     | Alan Soria       |
| 4  | Messico (bandiera)  | D     | Omar Maldonado   |
| 5  | Messico (bandiera)  | D     | Eduardo Gámez    |
| 6  | Messico (bandiera)  | D     | Jorge Luis Ríos  |
| 7  | Messico (bandiera)  | C     | Hugo Zamudio     |
| 8  | Messico (bandiera)  | C     | Iván Zamora      |
| 9  | Colombia (bandiera) | A     | Luis Páez        |
| 10 | Brasile (bandiera)  | A     | Paulo Santos     |
| 11 | Messico (bandiera)  | A     | Alfonso Nieto    |
| 12 | Messico (bandiera)  | D     | Abraham Ruíz     |
| 13 | Messico (bandiera)  | D     | Julio Cataño     |
| 14 | Messico (bandiera)  | C     | Oliver Rebollar  |
| 15 | Messico (bandiera)  | A     | Óscar Fernández  |
| 16 | Messico (bandiera)  | A     | Edgar Toledo     |
| 17 | Messico (bandiera)  | D     | Kevin Morales    |
| 19 | Messico (bandiera)  | C     | Jorge Olvera     |

| N. |                    | Ruolo | Calciatore       |
| -- | ------------------ | ----- | ---------------- |
| 21 | Messico (bandiera) | C     | Leonardo Bolaños |
| 22 | Messico (bandiera) | C     | Fernando Herrera |
| 23 | Messico (bandiera) | D     | Raziel Sánchez   |
| 24 | Messico (bandiera) | C     | Jesús Sandoval   |
| 25 | Messico (bandiera) | D     | Armando Reyes    |
| 26 | Messico (bandiera) | D     | Hugo Rodríguez   |
| 27 | Messico (bandiera) | C     | Erick Ruiz       |
| 28 | Messico (bandiera) | C     | Ernesto Romero   |
| 30 | Messico (bandiera) | P     | Carlos Jiménez   |
| 32 | Messico (bandiera) | C     | Jorge Sánchez    |
| 33 | Ecuador (bandiera) | A     | Narciso Mina     |
| 50 | Messico (bandiera) | P     | Walter Gómez     |
| 84 | Messico (bandiera) | C     | Allam Bello      |
| 96 | Messico (bandiera) | C     | Ariel Montiel    |
| -  | Messico (bandiera) | C     | Hugo Vázquez     |
| -  | Messico (bandiera) | C     | Esteban Escobedo |
| -  | Messico (bandiera) | C     | Noé Hoyos        |

## Palmarès

### Competizioni nazionali
- Liga de Ascenso de México: 1

1992-1993

### Altri piazzamenti
- Campionato messicano:

Secondo posto: Verano 1997
- Copa México:

Finalista: 1996-1997